# Carolina Matilde di Hannover
Carolina Matilde di Hannover (Westminster, 22 luglio 1751 – Celle, 10 maggio 1775) è stata regina consorte di Danimarca e Norvegia dal 1766 al 1772 come moglie di Cristiano VII.
Sorella del re Giorgio III di Gran Bretagna, Carolina Matilde è cresciuta in un'atmosfera familiare appartata, lontana dalla corte reale inglese. Nel 1766 sposò suo cugino re Cristiano VII di Danimarca e Norvegia, ma il breve matrimonio di Carolina Matilde e il suo periodo come regina furono segnati dallo stato d'animo di suo marito. Nel 1770 iniziò una relazione amorosa con il medico del re Johann Friedrich Struensee, che divenne il vero sovrano della Danimarca dal 1770 al 1772. Struensee aveva sempre più potere e istituì una serie di riforme sostenute da Caroline Matilda. Le riforme di Struensee e il suo rapporto con la regina generarono potenti nemici, e durante il colpo di stato contro Struensee nel 1772, Carolina Matilde fu arrestata, ripudiata e deportata dalla Danimarca. Ha trascorso i suoi ultimi anni a Celle, in Germania.

## Biografia

### Infanzia e giovinezza

#### Famiglia e infanzia

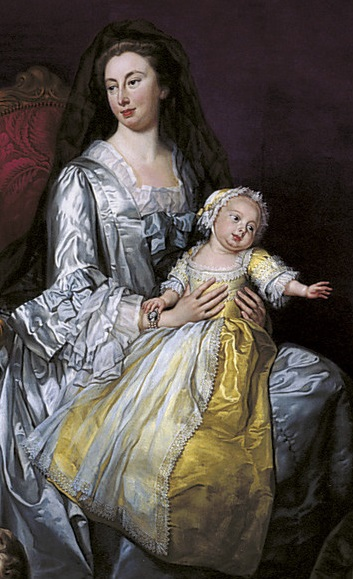
La principessa e sua madre la Principessa di Galles. Dettaglio del dipinto di George Knapton dal 1751.

La futura regina danese e norvegese nacque il 22 luglio 1751. Apparteneva al casato di Hannover, una dinastia reale tedesca che succedette nel 1714 al casato degli Stuart come casa regnante di Gran Bretagna ed Irlanda, Carolina Matilde era la settima e la più giovane dei figli dell'erede al trono britannico Federico, Principe del Galles, e della Principessa Augusta di Sassonia-Gotha-Altenburg. I suoi nonni paterni erano il re Giorgio II del Regno Unito e Carolina di Brandeburgo-Ansbach; quelli materni il duca Federico II di Sassonia-Gotha-Altenburg e Maddalena Augusta di Anhalt-Zerbst.

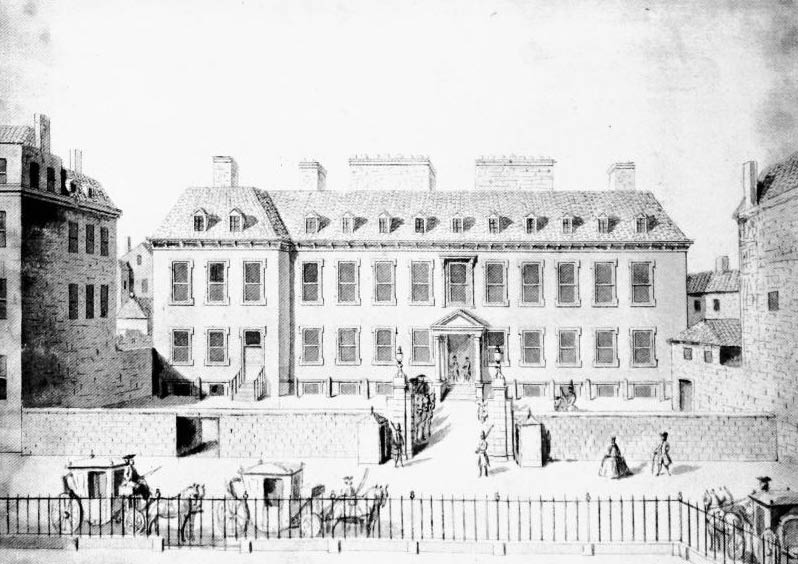
Leicester House, casa d'infanzia di Carolina Matilde, nel 1748.

Nacque a Leicester House, una residenza aristocratica che si trovava a nord dell'attuale Leicester Square di Westminster a Londra. Suo padre morì improvvisamente circa quattro mesi prima della sua nascita, il 31 marzo 1751, era quindi una figlia postuma. Nonostante la morte di suo padre, le fu dato il titolo e l'appellativo di Sua Altezza Reale Principessa Caroline Matilda, come figlia del Principe di Galles. Entrambi i suoi nomi erano utilizzati per volere di sua zia, la principessa Carolina, ancora in vita. La principessa fu battezzata dieci giorni dopo, nel Leicester House, dal vescovo di Norwich, Thomas Hayter. I suoi padrini furono suo fratello maggiore il principe Giorgio (poi re Giorgio III del Regno Unito), sua zia paterna la principessa Carolina, e sua sorella maggiore la principessa Augusta.

#### Educazione e giovinezza

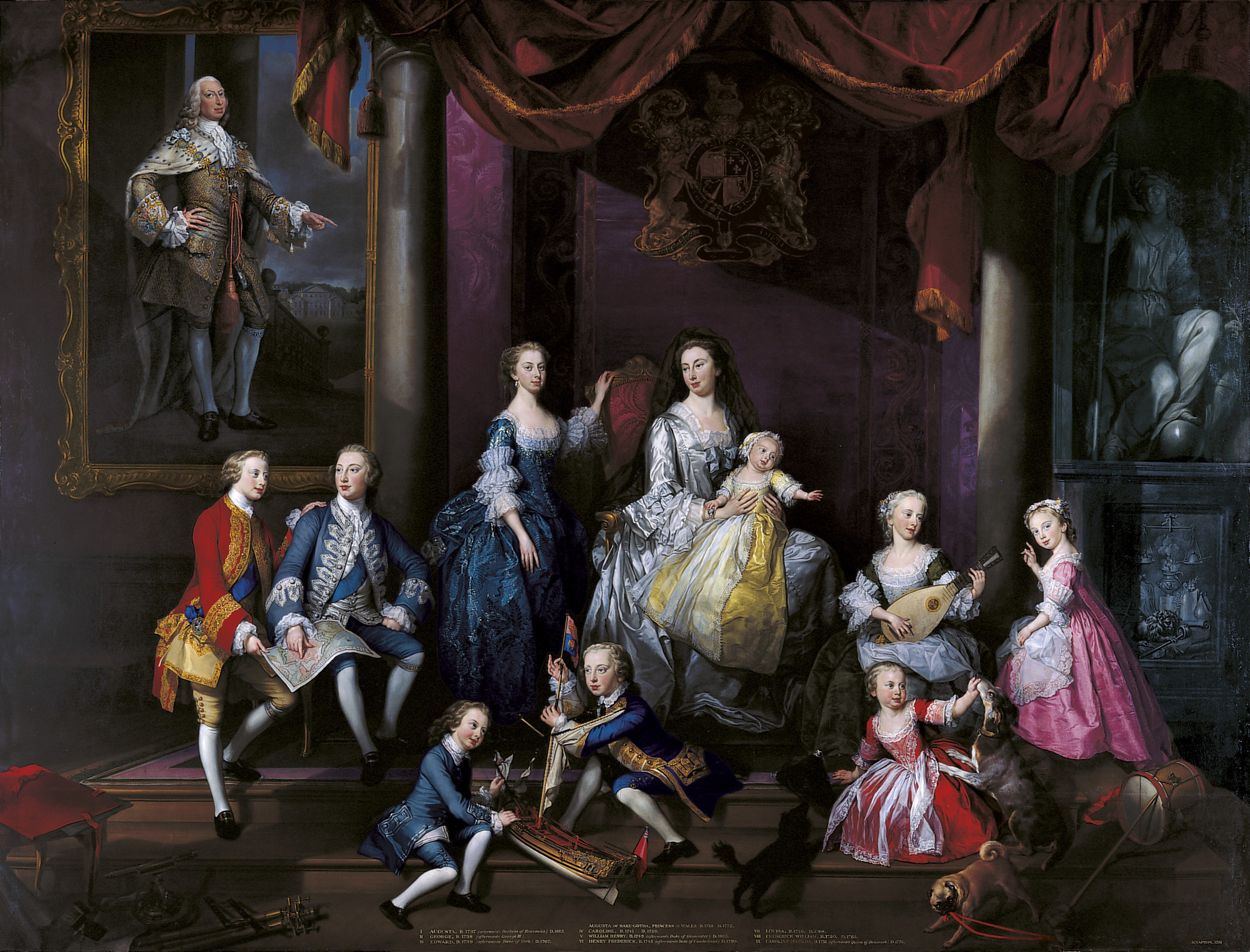
Fra le braccia di sua madre e circondata dai suoi fratelli e sorelle. Ritratto di gruppo di George Knapton dei figli di Federico, Principe del Galles dal 1751.

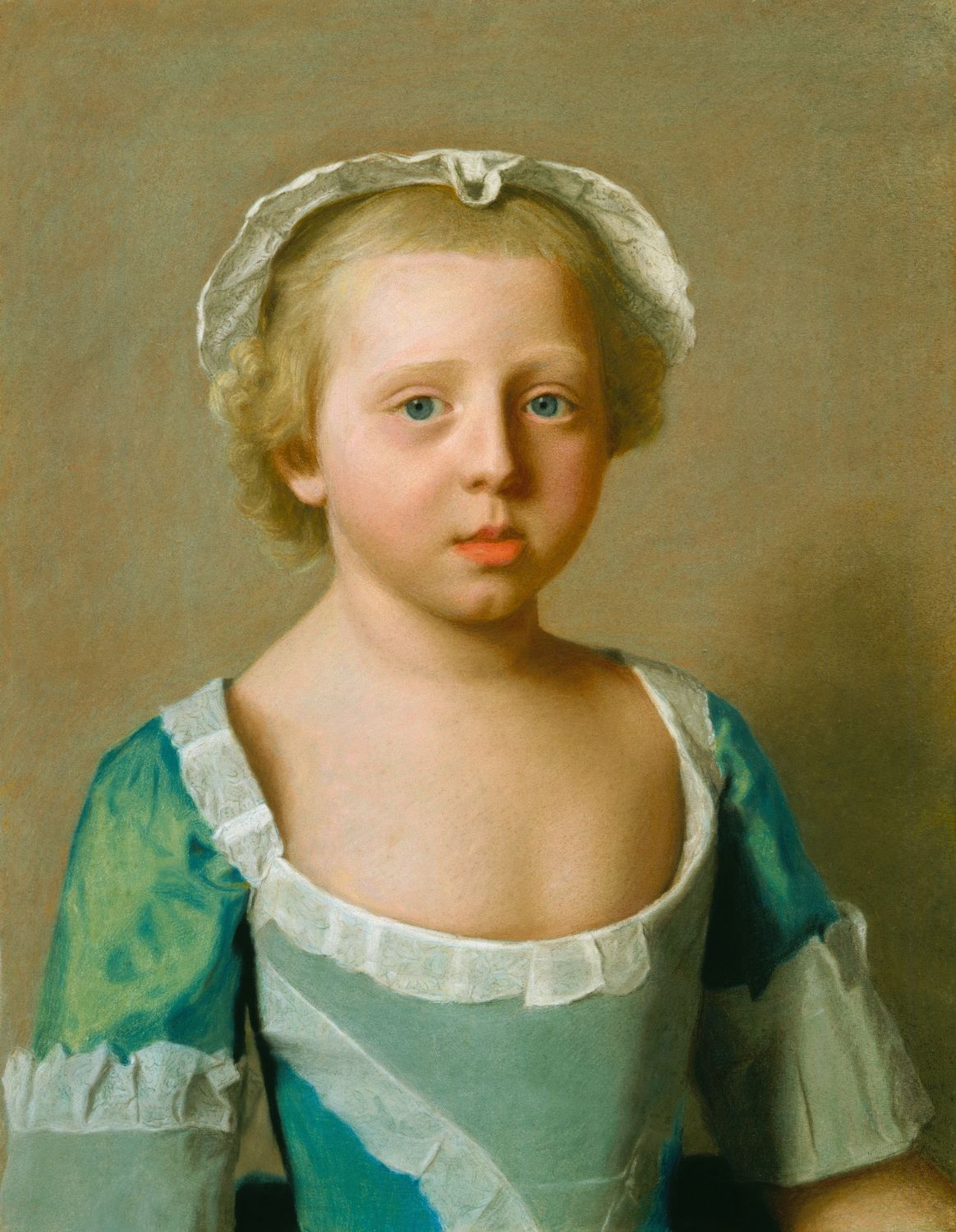
La principessa Carolina Matilde di 3 anni ritratta da Jean-Étienne Liotard, anni 1754.

La principessa Carolina Matilde crebbe così in un folto gruppo di fratelli, dove la madre, la Principessa del Galles, era sola a prendersi cura di loro. Fu allevata dalla sua severa madre lontano dalla corte inglese e veniva definita come naturale e informale. È cresciuta a Leicester House a Londra e nella residenza estiva di famiglia Palazzo di Kew a Kew Gardens, sulle rive del Tamigi vicino a Londra, dove sua madre piantò e si occupò di giardini. Sua madre condivideva questa passione con il primo ministro Lord Bute, con il quale si diceva avesse una relazione.
Le piaceva la vita all'aria aperta e l'equitazione. Nonostante le irregolarità nell'educazione sua e delle sue sorelle, aveva un talento per la musica, suonava il clavicembalo ed era una cantante di talento con una bella voce. Le piaceva leggere e sapeva parlare tre lingue oltre all'inglese: italiano, francese e tedesco. Il 25 ottobre 1760, quando Carolina Matilde aveva nove anni, suo nonno, re Giorgio II, morì e il fratello di Carolina Matilda divenne re britannico come re Giorgio III.

#### Matrimonio con Cristiano VII

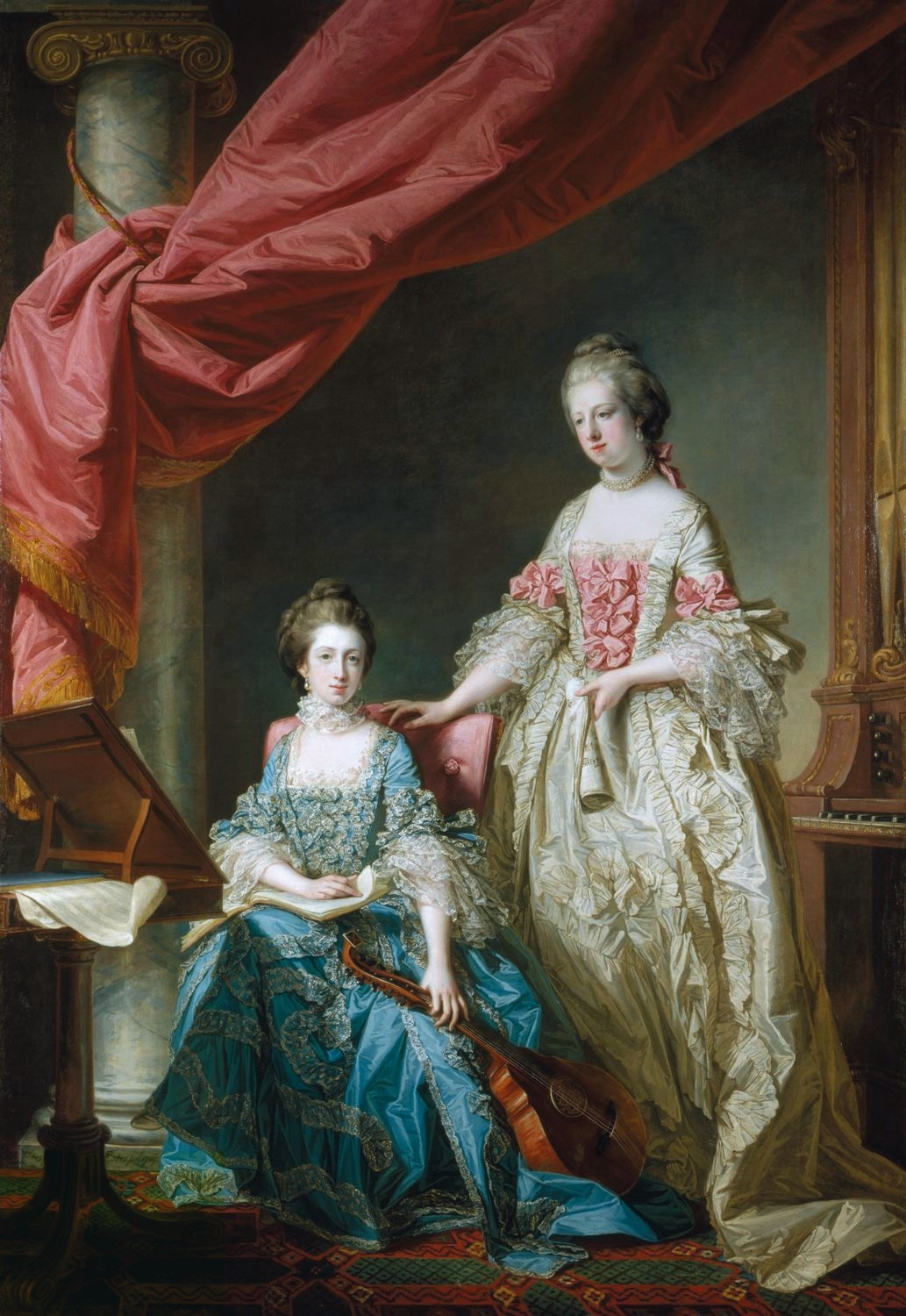
I due candidati al matrimonio: La sedicenne Carolina Matilde accanto a sua sorella, la Principessa Luisa, di Francis Cotes (1767)

Alla corte danese, stavano cercando una sposa per il principe ereditario Cristiano. In origine, il governo danese non voleva Carolina Matilde, ma sua sorella maggiore, la principessa Luisa Anna. Ma, all'età di quindici anni, Carolina Matilde lasciò la sua famiglia per potersi recare in Danimarca e sposare Cristiano VII di Danimarca, suo cugino di primo grado. Il padre di Carolina Matilde era fratello della madre di Cristiano VII, la regina Luisa. Suo fratello maggiore, già allora re Giorgio III, era in ansia per il matrimonio, benché non fosse pienamente consapevole del fatto che lo sposo era mentalmente instabile.
Le nozze ebbero luogo l'8 novembre 1766 al Palazzo di Christiansborg a Copenaghen.

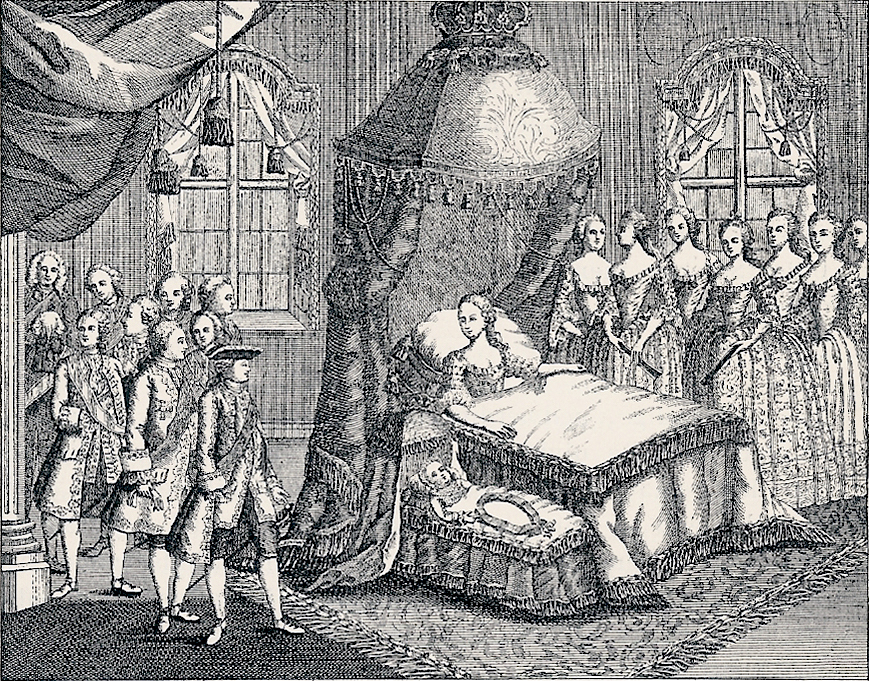
Incisione di Carolina Matilde che dà alla luce il futuro Federico VI di Danimarca

Carolina Matilde ebbe due figli, entrambi ufficialmente riconosciuti come prole di Cristiano VII:
- Federico VI di Danimarca (1768–1839);
- Principessa Luisa Augusta di Danimarca (1771–1843).

### Regina

#### Primi anni di matrimonio
Carolina Matilde fu descritta come vivace e affascinante. Anche se non propriamente una bellezza, era considerata attraente. Si diceva che il suo aspetto era in grado di attirare l'attenzione degli uomini evitando al contempo la critica delle donne. Tuttavia la sua personalità naturale e spontanea non era popolare presso la corte danese. Fu molto legata alla sua prima dama di compagnia, Louise von Plessen, che considerava gli amici del re immorali e agiva per isolare Caroline Matilda dal marito. Ciò non fu difficile in quanto a Carolina il marito non piaceva (ci furono voci che fosse omosessuale).
Il re danese fu convinto a consumare il matrimonio per il bene della successione e, dopo la nascita di un figlio, rivolse il suo interesse alla cortigiana Støvlet-Cathrine, con la quale trascorreva il suo tempo nei bordelli di Copenaghen. Carolina Matilde era scontenta del suo matrimonio, trascurata e disprezzata dal re. Allorquando la Plessen venne esiliata dalla corte, nel 1768, perse la sua confidente più intima, rimanendo così ancor più isolata.
Nel maggio 1768, Cristiano VII intraprese un lungo viaggio attraverso l'Europa, soggiornando nelle città di Altona, Parigi e Londra. Durante la sua assenza, Carolina Matilde suscitò attenzione quando cominciò a passeggiare per Copenaghen, cosa ritenuta scandalosa, poiché le donne regali e nobili danesi di solito si spostavano in carrozza attraverso la città. Carolina Matilde trascorse l'estate nel castello di Frederiksborg, per poi fare ritorno a Copenaghen nell'autunno.

#### Relazioni e declino

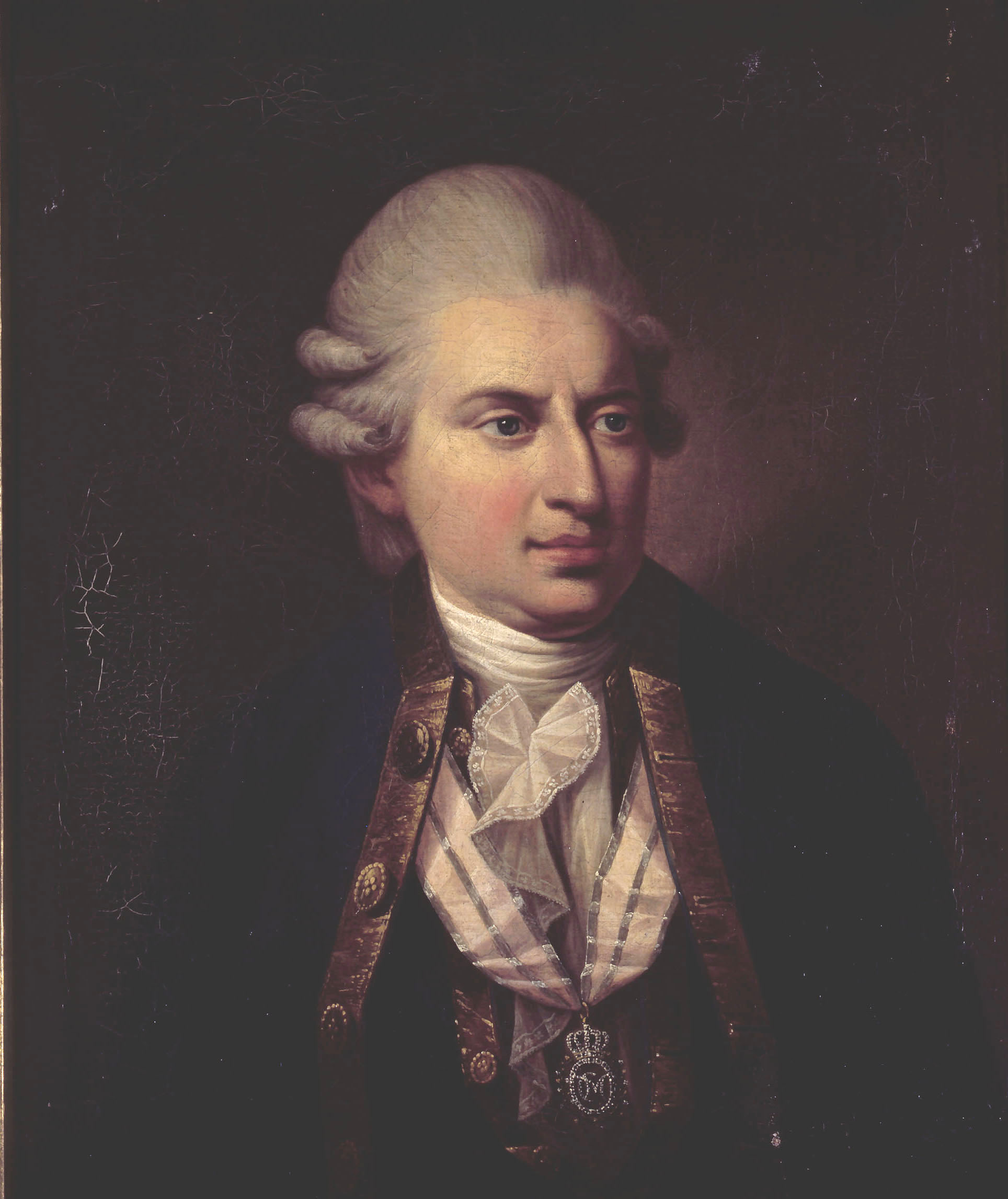
Il medico Johann Friedrich Struensee, dipinto di Hans Hansen, 1824

Cristiano VII conobbe Johann Struensee nel 1768, ad Altona, al principio del suo viaggio in Europa. Struensee poteva apparentemente gestire l'instabilità di Cristiano, con gran sollievo per i suoi consiglieri, e il re sviluppò una particolare fiducia in lui.
Struensee incoraggiava il re a migliorare il suo rapporto con Carolina Matilde, e Cristiano VII dimostrò la sua attenzione per lei sotto forma di una festa di compleanno di tre giorni il 22 luglio 1769.
La regina era ben consapevole che c'era Struensee dietro questi progressi, e da qui si generò il suo interesse per l'affascinante medico, che crebbe sino al punto in cui nel gennaio 1770 a Strunsee venne assegnata una camera da letto all'interno del palazzo reale. Nella primavera di quell'anno il medico divenne il suo amante. Una vaccinazione di successo del piccolo principe ereditario in maggio aumentò ulteriormente la sua influenza.
Nel 1770, il re si isolò ulteriormente e la sua malattia mentale divenne sempre più evidente; Carolina Matilde, fino ad ora ignorata a corte, divenne il centro dell'attenzione, fungendo da punto di riferimento per quello che fu chiamato il "Dronningens Parti" ("partito della regina"). Ella acquistò una nuova fiducia e si mostrò in pubblico a cavallo vestita da uomo.
Sostenuto da questa nuova e informale posizione di potere a corte della regina, Struensee governò attraverso il re. Il 15 settembre 1770 il re licenziò Bernstorff, e due giorni dopo Struensee diventò maître des requêtes (consigliere privato), consolidando il suo potere e avviando il periodo di 16 mesi generalmente indicato come l'Epoca di Struensee. Quando, nel corso dell'anno, il re cadde in uno stato di torpore mentale, l'autorità di Struensee divenne fondamentale, ed egli detenne il potere assoluto per dieci mesi, tra il 20 marzo 1771 ed il 16 gennaio 1772.
Durante questo periodo egli emanò non meno di 1.069 ordini di gabinetto, in media più di tre al giorno. Per questa ragione, è stato criticato per avere un'imprudente "mania" per la riforma. Altre critiche a Struensee derivarono dal fatto di non rispettare le usanze native di danesi e norvegesi, vedendole come pregiudizi e volendo la loro eliminazione a favore di principi astratti.
Né erano meno offensivi i rapporti di Struensee con la regina per una nazione che aveva una venerazione tradizionale per la Casata Reale di Oldenburg, mentre la condotta di Carolina Matilde in pubblico portò al disprezzo per la corona. Il suo modo di dimostrare apertamente la sua nuova felicità, e cavalcare in pubblico vestita da uomo, era visto come sconvolgente. Al compleanno del re, nel 1771, ella fondò l'ordine chiamato "Mathilde-Ordenen".
Il 17 giugno 1771 la corte reale si stabilì nella residenza estiva del Palazzo di Hirschholm, nell'attuale municipalità di Hørsholm. Qui Carolina Matilde visse felicemente con il bambino e il suo amante, trascorrendo un'estate idilliaca nella nuova moderna vita di campagna.
Il 7 luglio 1771, Carolina Matilde partorì il suo secondo figlio, la Principessa Luisa Augusta, il cui padre era certamente Struensee. Anche ciò venne considerato scandaloso; la bambina fu definita "la petite Struensee", anche se ufficialmente fu accettata come principessa.

### Il divorzio e l'esilio

#### Divorzio
Nel 1772 il re fu indotto da una congiura di palazzo, guidata dalla regina vedova, la seconda moglie del padre Giuliana Maria di Brunswick-Lüneburg, a emettere un ordine di arresto per la moglie e il suo amante, i quali vennero di fatto arrestati il 17 gennaio e condotti alla prigione del Castello di Kronborg.
Il matrimonio di Carolina Matilda e Cristiano venne sciolto nell'aprile 1772.

#### L'esilio

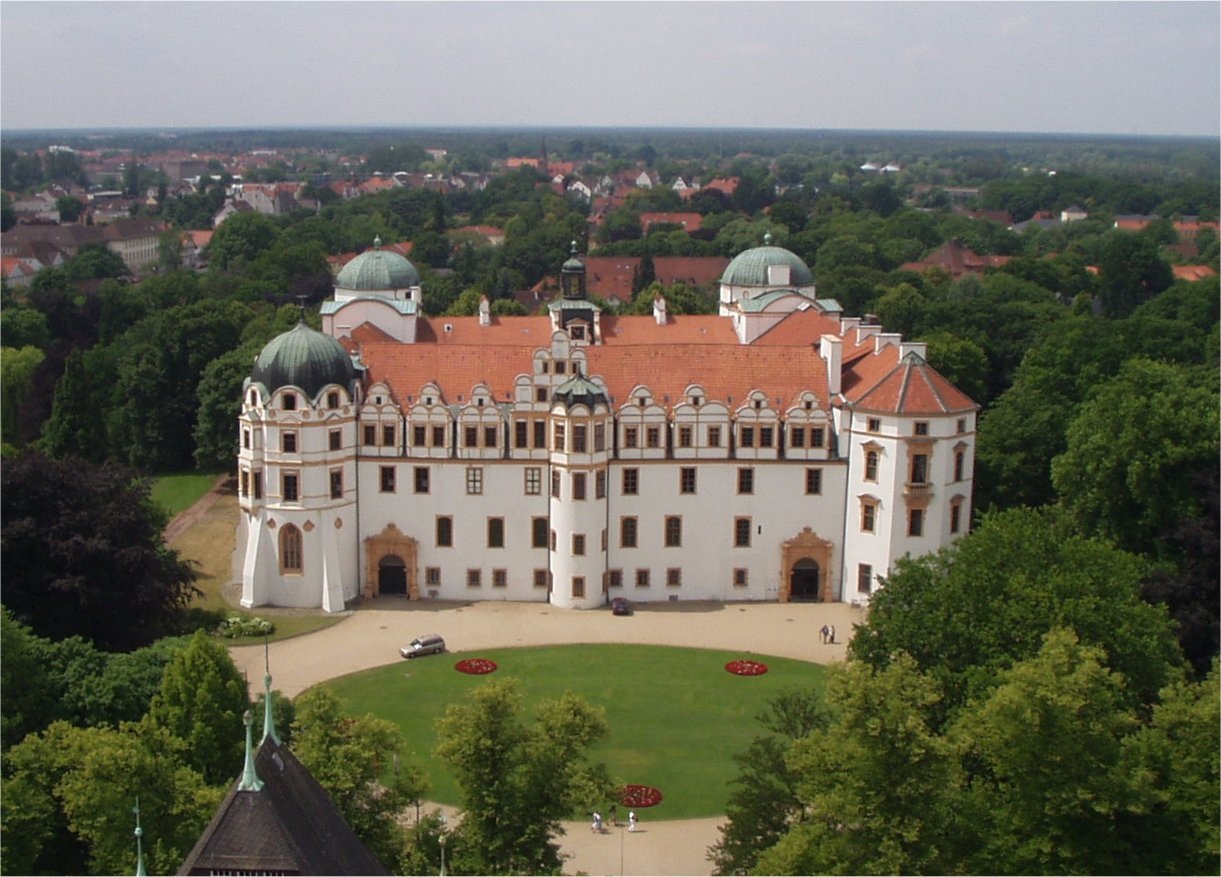
Il castello di Celle dove Carolina Matilde trascorse i suoi ultimi anni.

In seguito alla confessione dei due amanti, Struensee venne messo a morte e giustiziato il 28 aprile 1772 e il matrimonio di Carolina Matilde venne annullato, ma le fu permesso di tenere il suo titolo di regina di Danimarca. Lasciò la Danimarca il 28 maggio per recarsi a Celle, nei pressi di Hannover.
Carolina Matilde non perse mai la speranza di potere ritornare un giorno in Danimarca per vedere il marito, che nel frattempo era stato messo da parte e sostituito dal fratellastro Federico come reggente. A causa del suo comportamento spregiudicato, il fratello Giorgio III non le permise di tornare in Inghilterra, cosa che lei desiderava ardentemente.
Nel 1774 venne orchestrato un complotto con l'intento di fare di lei la reggente di Danimarca per il principe ereditario, ma non giunse a buon fine.

#### Morte

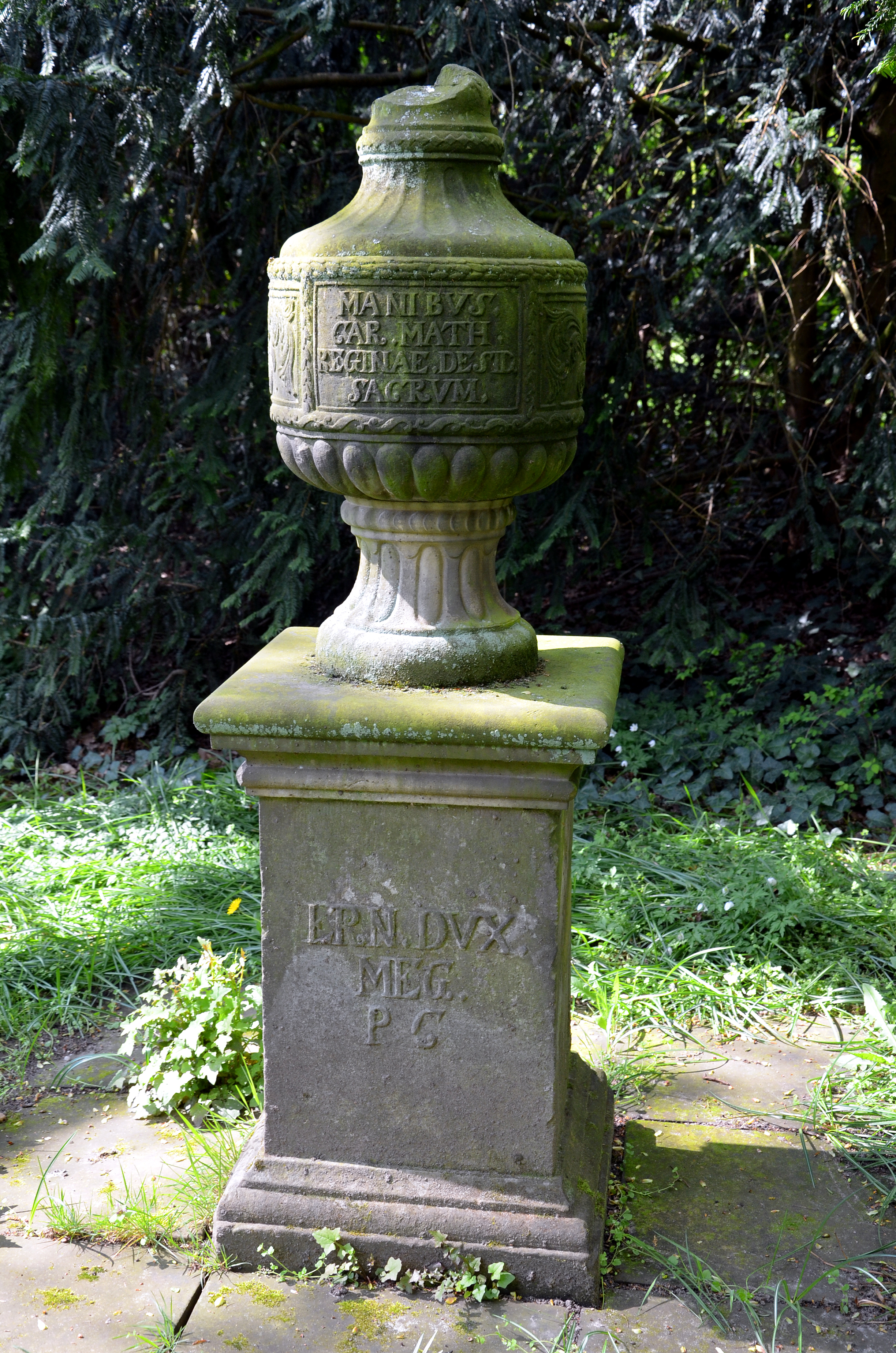
Questo monumento alla regina Carolina Matilde di Danimarca fece erigere il principe Ernesto di Meclemburgo-Strelitz nel 1775 nel parco del suo palazzo Meclemburgo a Celle.

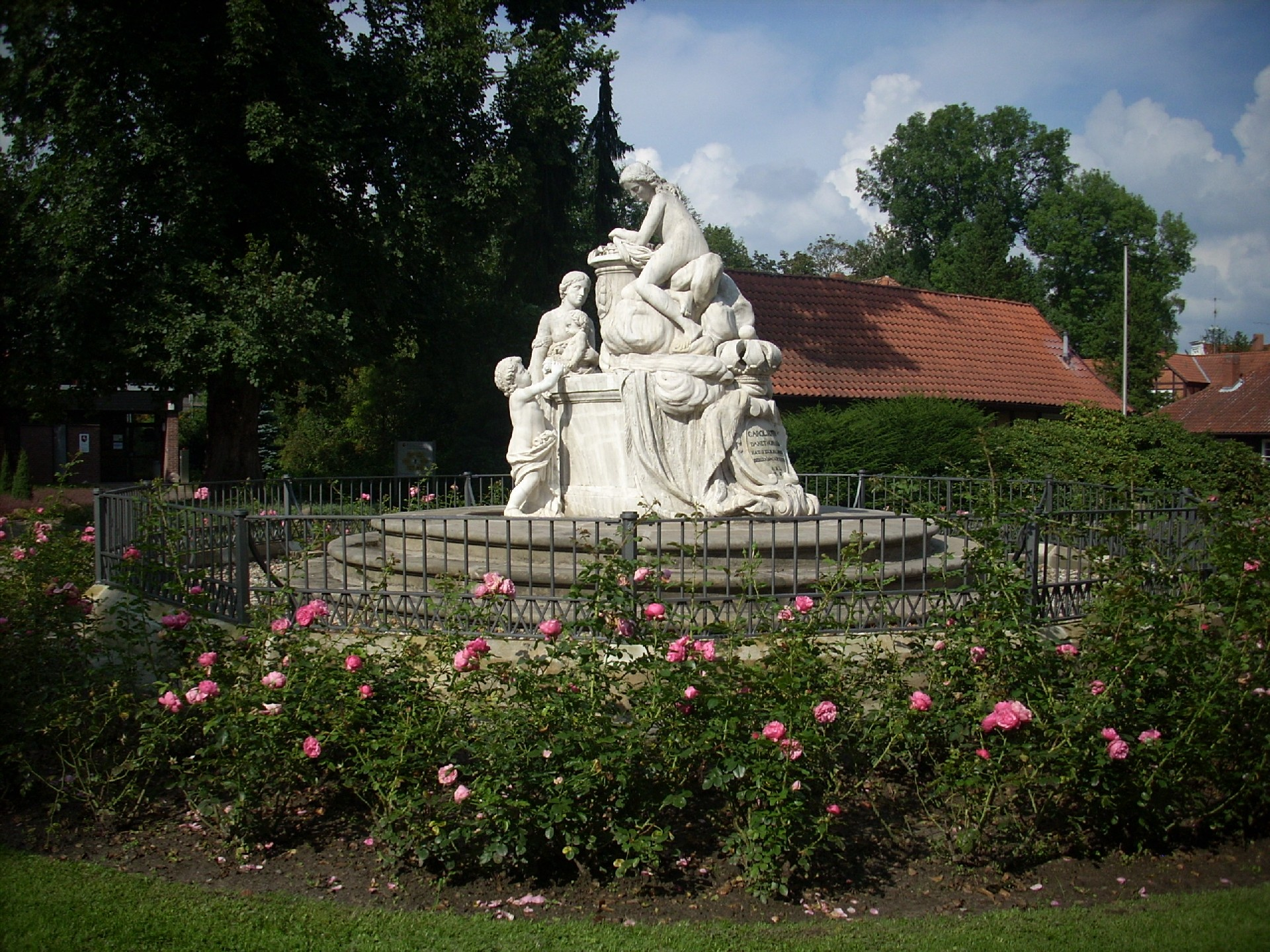
Monumento a Celle.

Morì di scarlattina, nel Castello di Celle, l'11 maggio 1775 a soli ventitré anni, senza mai più rivedere i propri figli.

## Titoli e trattamento
- 11 luglio 1751 – 8 novembre 1766: Sua Altezza Reale Principessa Carolina Matilde di Galles[2]
- 8 novembre 1766 – 6 aprile 1772: Sua Maestà la Regina di Danimarca e Norvegia, dei Vendi e Goti, Duchessa di Schleswig, Holstein, Stormarn e Dithmarschen, Contessa di Oldenburg e di Delmenhorst
- 6 aprile 1772-10 maggio 1775: Sua Altezza Reale Principessa Carolina Matilde di Galles. Titolare Regina di Danimarca

## Media

Her royal monogram

### Narrativa
- Robert Neumann – The Favourite of the Queen (Der Favorit der Königin) (1935)
- Edgar Maass – The Queen's Physician (1948)
- GV Blackstone - Caroline Matilda (1955) William Heinemann (London)
- Norah Lofts – The Lost Queen (1969)
- Per Olov Enquist – The Visit of the Royal Physician (Livläkarens besök) (1999)
- Bodil Steensen-Leth - Prinsesse af blodet (Princess of the Blood)

### Film
- Il dominatore (1935), in cui Carolina Matilde è interpretata dall'attrice britannica Madeleine Carroll.
- Royal Affair (2012), in cui Carolina Matilde è interpretata dall'attrice svedese Alicia Vikander.

### Musica
- Peter Maxwell Davies – Caroline Mathilde (ballet; 1991)

## Discendenza
Cristiano e Carolina Matilde ebbero due figli:
- Federico (Copenaghen, 28 gennaio 1768-Copenaghen, 3 dicembre 1839), re di Danimarca;
- Luisa Augusta (Hørsholm, 7 luglio 1771-Augustenborg, 13 gennaio 1843), duchessa di Augustenborg.

## Ascendenza
|                                         |                                        |                                           | Genitori                                               |  |  | Nonni |  |  | Bisnonni                |  |  | Trisnonni                             |  |
|                                         |                                        |                                           |                                                        |  |  |       |  |  | Giorgio I d'Inghilterra |  |  | Ernesto Augusto di Brunswick-Lüneburg |  |
|                                         |                                        |                                           |                                                        |  |  |       |  |  | Giorgio I d'Inghilterra |  |  | Ernesto Augusto di Brunswick-Lüneburg |  |
|                                         |                                        | Sofia del Palatinato                      |                                                        |  |  |       |  |  | Giorgio I d'Inghilterra |  |  |                                       |  |
| Giorgio II d'Inghilterra                |                                        |                                           |                                                        |  |  |       |  |  | Giorgio I d'Inghilterra |  |  |                                       |  |
|                                         |                                        | Sofia Dorotea di Celle                    | Giorgio Guglielmo di Brunswick-Lüneburg                |  |  |       |  |  |                         |  |  |                                       |  |
|                                         |                                        | Sofia Dorotea di Celle                    | Giorgio Guglielmo di Brunswick-Lüneburg                |  |  |       |  |  |                         |  |  |                                       |  |
|                                         |                                        | Sofia Dorotea di Celle                    | Éléonore d'Esmier d'Olbreuse                           |  |  |       |  |  |                         |  |  |                                       |  |
| Federico di Hannover                    |                                        | Sofia Dorotea di Celle                    |                                                        |  |  |       |  |  |                         |  |  |                                       |  |
|                                         |                                        | Giovanni Federico di Brandeburgo-Ansbach  | Alberto II di Brandeburgo-Ansbach                      |  |  |       |  |  |                         |  |  |                                       |  |
|                                         |                                        | Giovanni Federico di Brandeburgo-Ansbach  | Alberto II di Brandeburgo-Ansbach                      |  |  |       |  |  |                         |  |  |                                       |  |
|                                         |                                        | Giovanni Federico di Brandeburgo-Ansbach  | Margherita Sofia di Oettingen-Oettingen                |  |  |       |  |  |                         |  |  |                                       |  |
| Carolina di Brandeburgo-Ansbach         |                                        | Giovanni Federico di Brandeburgo-Ansbach  |                                                        |  |  |       |  |  |                         |  |  |                                       |  |
|                                         |                                        | Giovanna Elisabetta di Baden-Durlach      | Federico VI di Baden-Durlach                           |  |  |       |  |  |                         |  |  |                                       |  |
|                                         |                                        | Giovanna Elisabetta di Baden-Durlach      | Federico VI di Baden-Durlach                           |  |  |       |  |  |                         |  |  |                                       |  |
|                                         |                                        | Giovanna Elisabetta di Baden-Durlach      | Cristina Maddalena del Palatinato-Zweibrücken-Kleeburg |  |  |       |  |  |                         |  |  |                                       |  |
| Carolina Matilde di Gran Bretagna       |                                        | Giovanna Elisabetta di Baden-Durlach      |                                                        |  |  |       |  |  |                         |  |  |                                       |  |
|                                         | Federico I di Sassonia-Gotha-Altenburg | Ernesto I di Sassonia-Coburgo-Altenburg   |                                                        |  |  |       |  |  |                         |  |  |                                       |  |
|                                         | Federico I di Sassonia-Gotha-Altenburg | Ernesto I di Sassonia-Coburgo-Altenburg   |                                                        |  |  |       |  |  |                         |  |  |                                       |  |
|                                         | Federico I di Sassonia-Gotha-Altenburg | Elisabetta Sofia di Sassonia-Altenburg    |                                                        |  |  |       |  |  |                         |  |  |                                       |  |
| Federico II di Sassonia-Gotha-Altenburg | Federico I di Sassonia-Gotha-Altenburg |                                           |                                                        |  |  |       |  |  |                         |  |  |                                       |  |
|                                         |                                        | Maddalena Sibilla di Sassonia-Weissenfels | Augusto di Sassonia-Weissenfels                        |  |  |       |  |  |                         |  |  |                                       |  |
|                                         |                                        | Maddalena Sibilla di Sassonia-Weissenfels | Augusto di Sassonia-Weissenfels                        |  |  |       |  |  |                         |  |  |                                       |  |
|                                         |                                        | Maddalena Sibilla di Sassonia-Weissenfels | Anna Maria di Meclemburgo-Schwerin                     |  |  |       |  |  |                         |  |  |                                       |  |
| Augusta di Sassonia-Gotha-Altenburg     |                                        | Maddalena Sibilla di Sassonia-Weissenfels |                                                        |  |  |       |  |  |                         |  |  |                                       |  |
|                                         |                                        | Carlo Guglielmo di Anhalt-Zerbst          | Giovanni VI di Anhalt-Zerbst                           |  |  |       |  |  |                         |  |  |                                       |  |
|                                         |                                        | Carlo Guglielmo di Anhalt-Zerbst          | Giovanni VI di Anhalt-Zerbst                           |  |  |       |  |  |                         |  |  |                                       |  |
|                                         |                                        | Carlo Guglielmo di Anhalt-Zerbst          | Sofia Augusta di Holstein-Gottorp                      |  |  |       |  |  |                         |  |  |                                       |  |
| Maddalena Augusta di Anhalt-Zerbst      |                                        | Carlo Guglielmo di Anhalt-Zerbst          |                                                        |  |  |       |  |  |                         |  |  |                                       |  |
|                                         |                                        | Sofia di Sassonia-Weissenfels             | Augusto di Sassonia-Weissenfels                        |  |  |       |  |  |                         |  |  |                                       |  |
|                                         |                                        | Sofia di Sassonia-Weissenfels             | Augusto di Sassonia-Weissenfels                        |  |  |       |  |  |                         |  |  |                                       |  |
|                                         |                                        | Sofia di Sassonia-Weissenfels             | Anna Maria di Meclemburgo-Schwerin                     |  |  |       |  |  |                         |  |  |                                       |  |
|                                         |                                        | Sofia di Sassonia-Weissenfels             |                                                        |  |  |       |  |  |                         |  |  |                                       |  |